# Krylatskoïe
Krylatskoïe (Муниципальный округ Крылатское) est un district municipal de Moscou situé dans le district administratif ouest de la ville.
Il tire son nom de la ville de Kryletskoïe qui se trouvait à cet endroit, qui était connue depuis le XVe siècle, et qui, au début du XVIIe siècle fut la propriété des boyards de la maison Romanov.
Il est inclus dans le territoire de la ville de Moscou en 1960, dans le cadre du district Kievski. Les limites de la circonscription ont été redéfinis avec la réforme administrative de 1991.

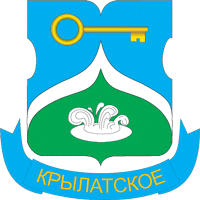
Armes du district
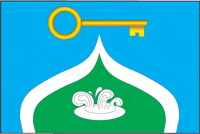
Drapeau du district